# كن غنيا أو مت و أنت تحاول
كن غنيا أو مت و أنت تحاول (بالإنجليزية: Get Rich or Die Tryin)‏ هو فيلم جريمة دراما أمريكي من إخراج جيم شيريدان وبطولة 50 سنت، تيرينس هوارد، جوي براينت، بيل ديوك وأديوالي أقباجي، صدر الفيلم في 9 نوفمبر 2005.

## روابط خارجية
كن غنيا أو مت وأنت تحاول على موقع IMDb (الإنجليزية)
- كن غنيا أو مت وأنت تحاول على موقع ميتاكريتيك (الإنجليزية)
- كن غنيا أو مت وأنت تحاول على موقع روتن توميتوز (الإنجليزية)
- كن غنيا أو مت وأنت تحاول على موقع نتفليكس (الإنجليزية)
- كن غنيا أو مت وأنت تحاول على موقع قاعدة بيانات الأفلام العربية
- كن غنيا أو مت وأنت تحاول على موقع ألو سيني (الفرنسية)
- كن غنيا أو مت وأنت تحاول على موقع Turner Classic Movies (الإنجليزية)
- كن غنيا أو مت وأنت تحاول على موقع أول موفي (الإنجليزية)
- كن غنيا أو مت وأنت تحاول على موقع بوكس أوفيس موجو (الإنجليزية)
- كن غنيا أو مت وأنت تحاول على موقع فيلمافينيتي (الإسبانية)